# 奧克羅斯省

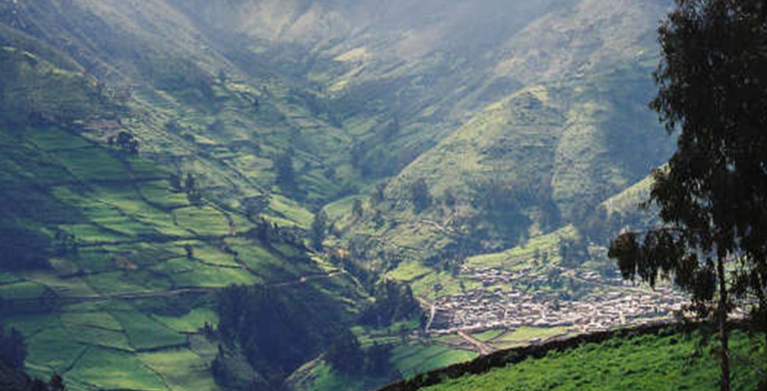

奧克羅斯省（西班牙語：Provincia de Ocros），是秘魯的省份，位於該國北部安卡什大區，首府是奧克羅斯，始建於1990年6月19日，面積2,286平方公里，2007年人口9,196，人口密度每平方公里4.02人。